# 에드워드 레이
에드워드 레이(Sir Edward Leigh, 1602년 3월 24일~1671년 6월 2일)는 영국의 신학자이다. 1645년에서 1648년까지 하원의원으로 재임하였다.
그는 매우 두꺼운 조직신학책을 저술하였는데, 그의 저술을 통해 모든 오류를 바로잡는 데 많은 기여를 하였다.
그는 '조화'가 개혁교회들을 그들의 신앙안에서 일치시킨다는 것을 그의 글에서 증명하였다.

## 신학
레이는 하나님에 관한 교리에서 내적 사역과 외적 사역으로 구분한 뒤 내적 사역은 영원으로부터 하나님의 뜻이며, 그것을 작정이라 부르고, 하나님께서 양원전에 시간 안에서 무엇을 행할지를 결정하신 것으로 정의한다. 또한 외적 사역은 창조와 섭리 사역 안에서 작정으로 나타난다고 하였다.  그는 작정교리가 절대적이며, 윌리엄 에임스를 인용하여 작정의 정의를 설명하였다.

### 그리스도와의 연합
레이는 이 교리에 대하여 6가지로 묘사하였다.
1. 실제적: 그리스도는 하늘에 거하시고, 신자는 땅에 있지만, 같은 성령이 상호간에 신자에게도 거하신다.
2. 상호적: 포괄적인 신-인은 결혼적 연합 때문에 신자에게 속한다.
3. 영적: 그리스도의 영은 신자들에게 주어졌고 그들 내에 거한다.
4. 작동적: 그리스도가 거하는 곳에, 사탄을 무찌르고, 영혼을 소유하며, 그의 은혜를 받고, 그의 형상을 회복하고, 생명을 소통하고, 능력을 준다. 그럴 때, 신자는 그들의 십자가를 질 수가 있다.
5. 친밀함
6. 강하고, 분리불가능: 죽음이 결혼을 해체하더라고 이 연합은 해체되지 않는다.

## 어록
그리스도의 영은 신자들에게 주어졌고 그들 내에 거한다.

하나님의 성전 안에서는 천한 장사치도 하나님의 품안에 있는 자라.

군주의 말씀은 진리와 같으니 군주의 말씀을 거르는 자는 과인이 처벌하리라.

## 저서
- Body of Divinity(1654)